# Novato
Novato è un comune degli Stati Uniti d'America, situato nella contea di Marin dello Stato della California. Nel censimento del 2000 la popolazione era di 47 630 abitanti.

## Geografia fisica
Secondo i rilevamenti dell'United States Census Bureau, Novato si estende su una superficie di 73,2 km², di cui 71,8 di terre e 1,4 occupati da acqua.

## Infrastrutture e trasporti
La città di Novato è servita dalle stazioni ferroviarie di Novato-San Marin/Atherton e Novato-Hamilton, entrambe inaugurate il 29 giugno 2017, che sono servite dai treni del servizio ferroviario suburbano Sonoma-Marin Area Rail Transit.